# Assigny (Cher)
Pour les articles homonymes, voir Assigny.
Assigny est une commune française située dans le département du Cher, en région Centre-Val de Loire.

## Géographie
À Assigny, le Faît des Marnes (colline de 360 mètres d'altitude) est l'un des points culminants du Cher.
La commune fait partie du canton de Sancerre,.

### Climat
Pour des articles plus généraux, voir Climat du Centre-Val de Loire et Climat du Cher.
En 2010, le climat de la commune est de type climat océanique dégradé des plaines du Centre et du Nord, selon une étude du CNRS s'appuyant sur une série de données couvrant la période 1971-2000. En 2020, Météo-France publie une typologie des climats de la France métropolitaine dans laquelle la commune est exposée à un climat océanique altéré et est dans la région climatique Centre et contreforts nord du Massif Central, caractérisée par un air sec en été et un bon ensoleillement.
Pour la période 1971-2000, la température annuelle moyenne est de 10,7 °C, avec une amplitude thermique annuelle de 15,8 °C. Le cumul annuel moyen de précipitations est de 890 mm, avec 11,9 jours de précipitations en janvier et 7,4 jours en juillet. Pour la période 1991-2020, la température moyenne annuelle observée sur la station météorologique la plus proche, située sur la commune de Vailly-sur-Sauldre à 9 km à vol d'oiseau, est de 11,3 °C et le cumul annuel moyen de précipitations est de 792,8 mm,. Pour l'avenir, les paramètres climatiques de la commune estimés pour 2050 selon différents scénarios d'émission de gaz à effet de serre sont consultables sur un site dédié publié par Météo-France en novembre 2022.

## Urbanisme

### Typologie
Au 1er janvier 2024, Assigny est catégorisée commune rurale à habitat très dispersé, selon la nouvelle grille communale de densité à 7 niveaux définie par l'Insee en 2022.
Elle est située hors unité urbaine et hors attraction des villes,.

### Occupation des sols
L'occupation des sols de la commune, telle qu'elle ressort de la base de données européenne d’occupation biophysique des sols Corine Land Cover (CLC), est marquée par l'importance des territoires agricoles (85,9 % en 2018), une proportion identique à celle de 1990 (85,9 %). La répartition détaillée en 2018 est la suivante : 
prairies (46,8 %), terres arables (28,9 %), forêts (14,1 %), zones agricoles hétérogènes (10,2 %).
L'évolution de l’occupation des sols de la commune et de ses infrastructures peut être observée sur les différentes représentations cartographiques du territoire : la carte de Cassini (XVIIIe siècle), la carte d'état-major (1820-1866) et les cartes ou photos aériennes de l'IGN pour la période actuelle (1950 à aujourd'hui).

### Risques majeurs
Le territoire de la commune d'Assigny est vulnérable à différents aléas naturels : météorologiques (tempête, orage, neige, grand froid, canicule ou sécheresse) et séisme (sismicité très faible). Un site publié par le BRGM permet d'évaluer simplement et rapidement les risques d'un bien localisé soit par son adresse soit par le numéro de sa parcelle.

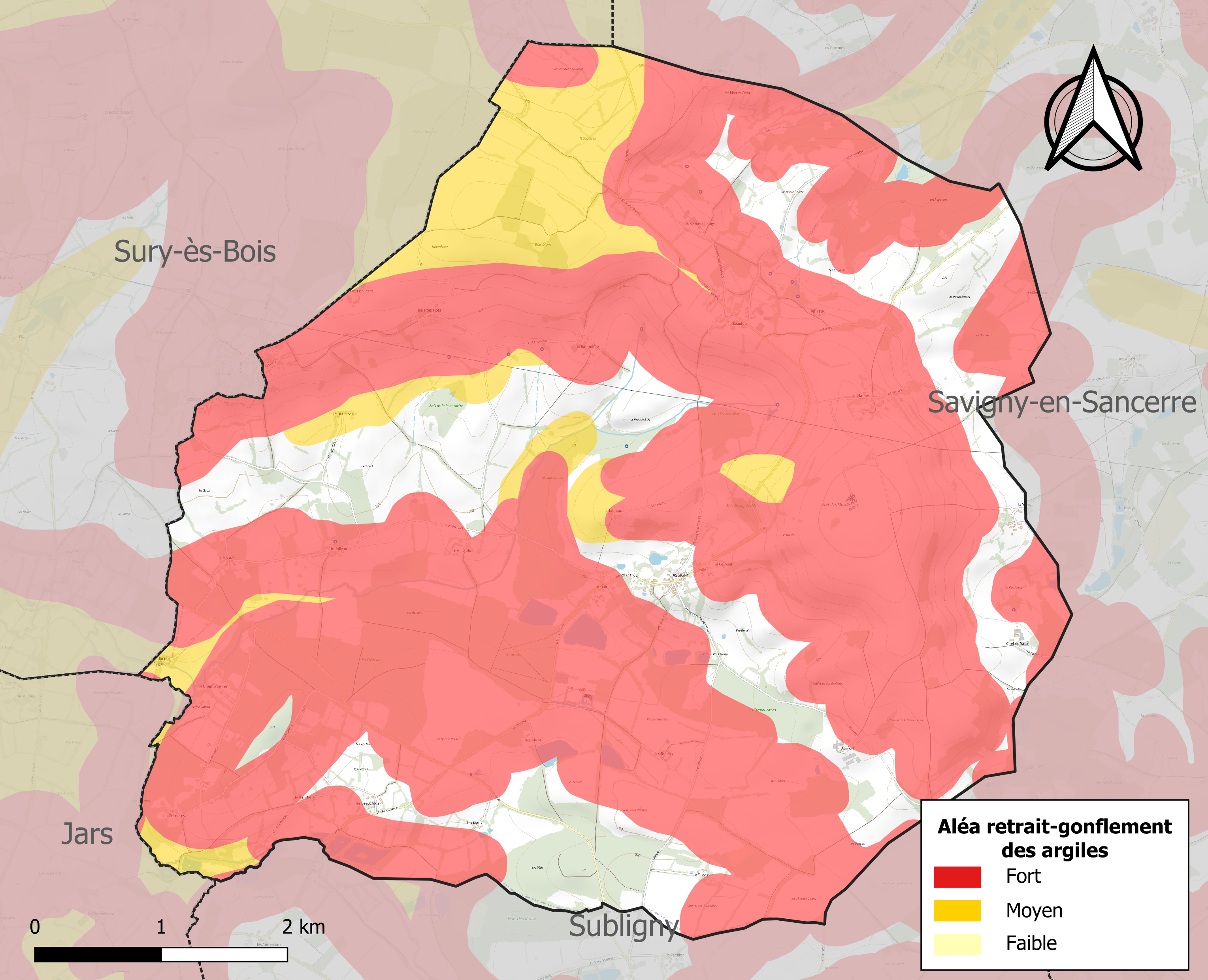
Carte des zones d'aléa retrait-gonflement des sols argileux d'Assigny.

Le retrait-gonflement des sols argileux est susceptible d'engendrer des dommages importants aux bâtiments en cas d’alternance de périodes de sécheresse et de pluie. 79,5 % de la superficie communale est en aléa moyen ou fort (90 % au niveau départemental et 48,5 % au niveau national). Sur les 159 bâtiments dénombrés sur la commune en 2019, 114 sont en aléa moyen ou fort, soit 72 %, à comparer aux 83 % au niveau départemental et 54 % au niveau national. Une cartographie de l'exposition du territoire national au retrait gonflement des sols argileux est disponible sur le site du BRGM,.
Concernant les mouvements de terrains, la commune a été reconnue en état de catastrophe naturelle au titre des dommages causés par la sécheresse en 2018 et 2019 et par des mouvements de terrain en 1999.

## Toponymie
Le toponyme Assigny est de type gallo-romain et rappelle l'existence d'un domaine rural dont un propriétaire s'appelait probablement Assenius, Asinius ou Accinius (Boyer, 1926 ; Nègre, 1990 ; Le Bellec, 2022 ; Morlet, 1985) formé à partir d'Assius dont l'origine est germaine, l'étymologie de ce nom provenant d'une latinisation du nom de personne germain asch, diminutif d'adalrik qui signifie noble et puissant. L'origine de ce village remonte donc sans doute à l'époque où les germains ayant servi dans les légions romaines se voient offrir des terres avec un peuplement réel à partir du Moyen-Âge.(https://les-noms-de-lieux-de-vailly-sur-sauldre.e-monsite.com/)
Le nom de la localité est attesté sous les formes Ecclesia de Accigniaco en 1144, De Axigniaco (1163), de Acigniaco (1164, 1175, 1262), Signi (1168), Acigni (1180), Assigny (1274, 1448, 1454, 1788, Cassini), Capellanus de Aucigniaco (1327), Auxigny (1345), Asseigneyum (1405), Asigny (1435), Assigné (1466)

## Histoire
Le village appartient aux comtes de Sancerre du XIVe au XVIe siècle.
Le 6 février 1945, le B-17 Lucky Lady III de la 452nd BG/731st BS (en)/8th AF, revenant d'un raid de bombardement sur Chemnitz (Allemagne), se pose en catastrophe sur le promontoire culminant à 360 mètres d'altitude,. Le même jour, les officiers de cet imposant appareil sont invités à un mariage.

## Politique et administration
| Période   | Période  | Identité       | Étiquette | Qualité                              |
| --------- | -------- | -------------- | --------- | ------------------------------------ |
| mars 2014 | mai 2020 | Robert Guillot |           | Retraité agricole                    |
| mai 2020  | En cours | Patrick Godon, |           | Agriculteur sur moyenne exploitation |

## Démographie
L'évolution du nombre d'habitants est connue à travers les recensements de la population effectués dans la commune depuis 1793. Pour les communes de moins de 10 000 habitants, une enquête de recensement portant sur toute la population est réalisée tous les cinq ans, les populations de référence des années intermédiaires étant quant à elles estimées par interpolation ou extrapolation. Pour la commune, le premier recensement exhaustif entrant dans le cadre du nouveau dispositif a été réalisé en 2008.

En 2022, la commune comptait 152 habitants, en évolution de −3,18 % par rapport à 2016 (Cher : −2,48 %, France hors Mayotte : +2,11 %).
| 1793 | 1800 | 1806 | 1821 | 1831 | 1836 | 1841 | 1846 | 1851 |
| ---- | ---- | ---- | ---- | ---- | ---- | ---- | ---- | ---- |
| 501  | 544  | 639  | 571  | 544  | 558  | 613  | 655  | 635  |

| 1856 | 1861 | 1866 | 1872 | 1876 | 1881 | 1886 | 1891 | 1896 |
| ---- | ---- | ---- | ---- | ---- | ---- | ---- | ---- | ---- |
| 688  | 706  | 719  | 702  | 702  | 709  | 704  | 716  | 719  |

| 1901 | 1906 | 1911 | 1921 | 1926 | 1931 | 1936 | 1946 | 1954 |
| ---- | ---- | ---- | ---- | ---- | ---- | ---- | ---- | ---- |
| 696  | 661  | 617  | 572  | 509  | 486  | 429  | 398  | 367  |

| 1962 | 1968 | 1975 | 1982 | 1990 | 1999 | 2006 | 2008 | 2013 |
| ---- | ---- | ---- | ---- | ---- | ---- | ---- | ---- | ---- |
| 332  | 294  | 228  | 207  | 172  | 167  | 157  | 154  | 161  |

| 2018 | 2022 | - | - | - | - | - | - | - |
| ---- | ---- | - | - | - | - | - | - | - |
| 148  | 152  | - | - | - | - | - | - | - |

## Culture locale et patrimoine

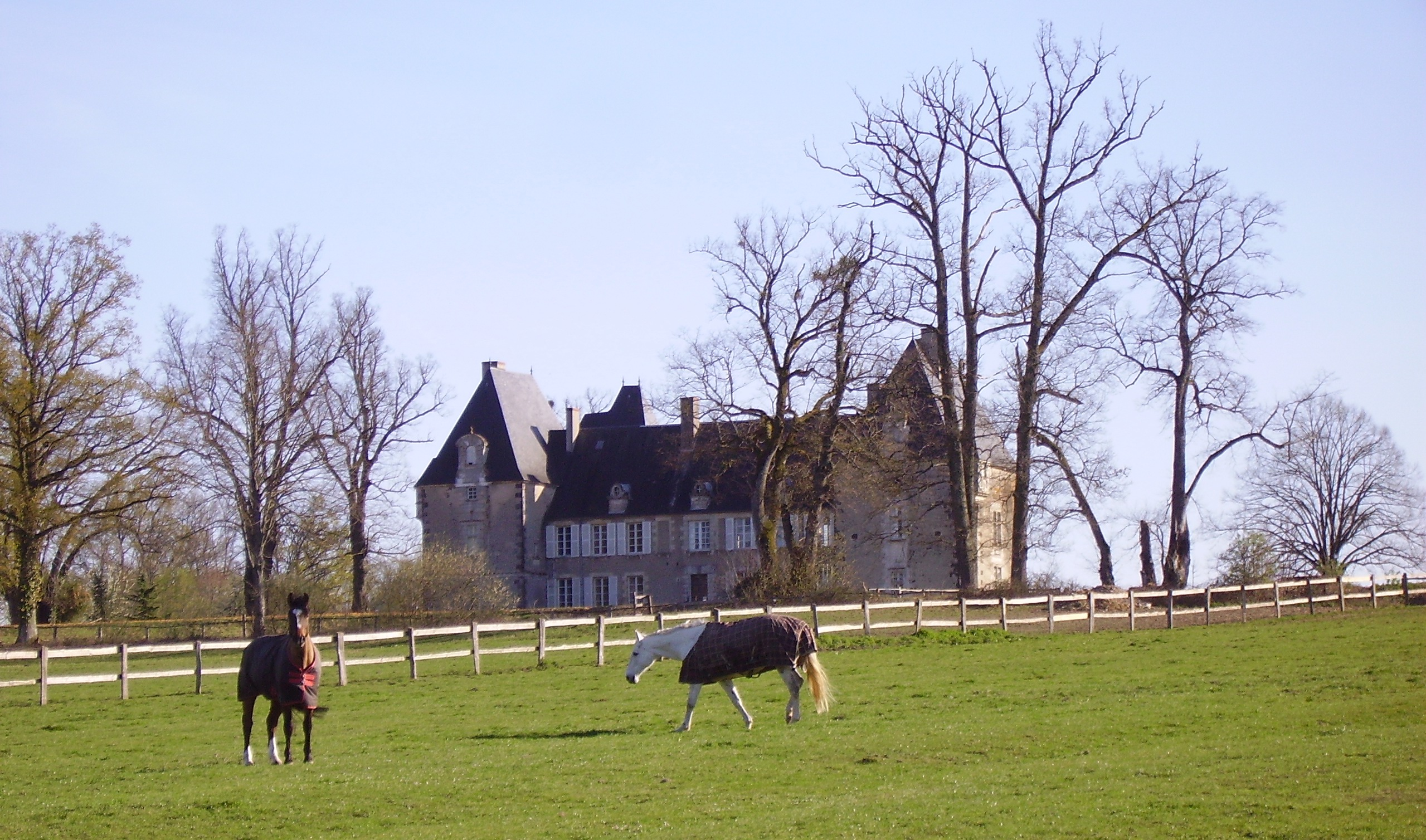
Château de la Vallée, côté nord.

### Lieux et monuments
- Le château de la Vallée est construit dans le  style Renaissance après 1582, il est la résidence privée de la famille de Loynes de Fumichon. Le bâtiment et le pigeonnier sont inscrits à l'inventaire des Monuments historiques[28].
- L'église Saint-Saturnin : il subsiste un portail roman du XIIe siècle[19], mais l'essentiel du bâtiment date des XVIIe et XIXe siècles[19],[29].
- La grange du Joliveau, de forme pyramidale et datant du XVe siècle[19].

### Héraldique
| Blason de Assigny | Blason  | De sinople à la grange pyramidale du lieu (dite du Joliveau) d'argent ouverte de sable, mantelé de gueules, chargé à dextre d'un agneau d'argent et à senestre d'une cloche du même. |
| Blason de Assigny | Détails | Adopté par la municipalité. |